# Eduardo el Exiliado
Eduardo Atheling (1016-1057), apodado como el Exiliado por haber pasado casi toda su vida lejos de su país de origen. Nació en el año 1016, siendo el mayor de los dos hijos -al parecer gemelos- de Edmundo II Ironside, rey de Inglaterra, y de Edith de Northumbria.
Al morir su padre (30 de noviembre de 1016), y con apenas unos meses de edad, fue enviado por Canuto el Grande a la corte sueca de Olaf Skötkonung con el propósito de que fuera asesinado allí, lejos de los que, leales a la dinastía, quisieran salvarle.
No obstante, algunos leales lograron salvarlo y lo enviaron a Kiev, donde vivió por un breve tiempo, hasta que fue a dar a la corte del rey San Esteban I de Hungría. Allí terminó casándose (1038) con la princesa Ágata, (la cual se presupone fue una de las hijas del monarca húngaro). Tras la muerte de San Esteban se sucedió un periodo caótico de sucesiones, hasta que Andrés I de Hungría se afianzó en el poder en 1046. Fue durante las vísperas de la coronación y después de ella de Andrés I que Eduardo el Exiliado y Ágata tuvieron a sus tres hijos:
- Margarita (luego Santa Margarita Atheling al ser canonizada en 1251) (n. en Hungría, 1045 - m. castillo de Edimburgo, 16.11.1093), casada con Malcolm III Canmore, rey de Escocia (n.1031-m.1093).

- Cristina (n. en Hungría, 1047 - m. Ramsey, ca.1102), monja, abadesa de Ramsey, en Hampshire.

- Edgar (n. en Hungría, 1053 - m. ¿en Escocia?, ca.1130), rey de Inglaterra luego de la batalla de Hastings (1066).

Enterado el rey Eduardo el Confesor de que su sobrino y último miembro directo de su familia estaba aún vivo, lo manda llamar junto con su familia, designándolo heredero del trono.
Sin embargo, el Exiliado no llegaría a ocupar el trono, pues muere en Londres, en febrero de 1057, poco después de su retorno, siendo sepultado en la Antigua Catedral de San Pablo.